# می‌گساری

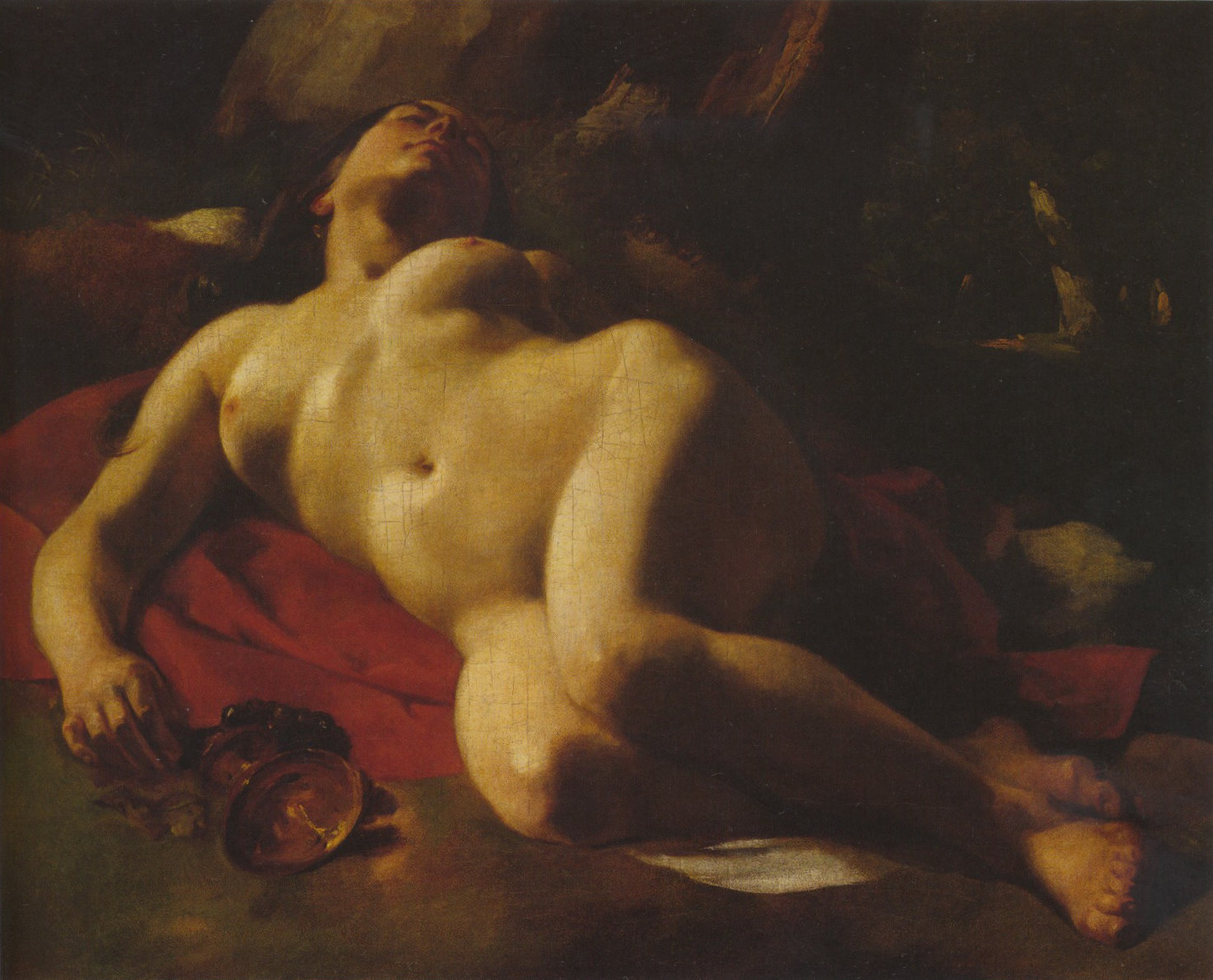
زن میگسار اثر کوربه

نوشیدن می یا شراب‌خواری یا می‌گساری یا جَلْد ، به صورت دست جمعی یا انفرادی.در این حالت شخص بین حس درونی خود در لحظه و ابراز آن، احساس نزدیکی می‌کند و از ابراز آن پروا نمی‌نماید.

## در فرهنگ‌ها و جوامع مختلف
می‌گساری در برخی کشورها آیین و رسوم خود را دارد، برای نمونه در ارمنستان و گرجستان حتماً باید کسی از میان جمع بر پا ایستاده و اعلام کند که آن می به سلامتی چه کسی یا به چه مناسبتی خورده می‌شود.
از دیدگاه قوانین ایران، می‌گساری جرم بوده و جزای آن ۸۰ ضربه شلاق است.

## در ادیان مختلف

### یهودیت
در یهودیت، نوشیدن مشروبات مست‌کننده و شراب و حتی انگور تازه یا خشک، به علت تأثیرات مخرب و زیانبار در برخی شرایط خاص نهی شده‌است. نخستین موردی که نوشیدن شراب نهی شده، کاهنان هستند. مجازات کاهنینی که شراب و دیگر مسکرات را می‌نوشیدند، مرگ بود. دومین موردی که نوشیدن شراب نهی شده، نذیره‌ها هستند. افرادی که خود را برای خداوند نذر می‌کردند نیز می‌بایست از نوشیدن شراب پرهیز می‌کردند. سلیمان اعتقاد داشت که شخص حکیم به شراب نزدیک نمی‌شود و برای دوری از مصیبت و غم و پیروی از اراده خدا نباید مشتاق شراب بود زیرا باعث فساد و گناه می‌شود.

### مسیحیت
در انجیل آمده‌است که عیسی در شام خداوند شراب نوشیده‌است. در نظر مسیحیان، نوشیدن شراب نوعی شکرگزاری به درگاه خداست. و فرصتی برای یادآوری نجات و سعادت و مرگ عیسی مسیح است. با این حال اعتدال و میانه‌روی در نوشیدن شراب توصیه شده‌است.

### اسلام
نوشیدن شراب (می) در اسلام مطلقاً حرام دانسته شده و هیچ مسلمانی حق ندارد مشروباتی که در خود درصدی از الکل را داشته باشد بنوشد. هرگاه مسلمانی عامداً از مشروبات الکلی استفاده کند و البته در اماکن عمومی ظاهر شود، مستحق مجازات ۸۰ ضربه شلاق در فقه اسلامی خواهد بود..